# آمبر بوندین
 آمبر بوندین (به انگلیسی: Amber Bondin) (زاده ۲۶ می ۱۹۹۱) خواننده مالتی است.
او در مسابقه آواز یوروویژن ۲۰۱۵ نماینده مالت بود.